# Markus Roth (Politiker)
Markus Roth (* 3. März 1911 in Lenzburg; † 24. Mai 1996 ebenda, reformiert, heimatberechtigt in Lenzburg) war ein Schweizer Politiker (FDP).

## Biografie
Markus Roth kam am 3. März 1911 in Lenzburg als Sohn des Stadtschreibers August Roth und der Mathilde geborene Henzi zur Welt. Markus Roth nahm ein Studium der Rechte in Genf und Paris, das er mit der Promotion zum Dr. iur. abschloss. In der Folge war er nach dem Erwerb des aargauischen Fürsprecherpatents als Anwalt und Notar tätig.
Markus Roth heiratete im Jahr 1951 Marguerite Gertrud geborene Rossi. Er verstarb am 24. Mai 1996 wenige Monate nach Vollendung seines 85. Lebensjahres in Lenzburg.

## Politisches Wirken
Markus Roth, Mitglied der Freisinnig-Demokratischen Partei, übte auf kommunaler Ebene zwischen 1936 und 1958 das Amt des Stadtschreibers von Lenzburg aus. Parallel dazu vertrat er auf kantonaler Ebene seine Partei zwischen 1941 und 1959 im aargauischen Grossen Rat. Zuletzt gehörte er von 1973 bis 1980 dem Verfassungsrat an.
Daneben fungierte er von 1952 bis 1956 als erster Präsident der aargauischen Kulturstiftung Pro Argovia sowie von 1958 bis 1976 als Direktor der Hero Conserven AG Lenzburg. Als Kulturförderer prägte Markus Roth massgeblich die aargauische Kulturpolitik im Allgemeinen sowie das aargauische Kulturgesetz von 1968 im Besonderen.